# Ealdberht (Hereford)
Ealdberht (auch Ealdberth, Ealdbeorth; † zwischen 781 und 787) war Bischof von Hereford. Er wurde 777 zum Bischof geweiht und trat sein Amt im gleichen Jahr an. Er starb zwischen 781 und 787.